# Кузнецов, Александр Васильевич (краевед)
Алекса́ндр Васи́льевич Кузнецо́в (10.12.1962, деревня Фоминское Погореловского сельсовета Тотемского района Вологодской области России — 05.11.2021) — российский писатель-краевед, исследователь топонимии и антропонимии Вологодской области. Автор ряда словарей по ономастике. По профессии — школьный педагог.
Оценка вклада исследователя:
«А. В. Кузнецовым было впервые проведено масштабное топонимическое исследование по истории тотемских имен и фамилий и местного языка вообще… Одним из первых обратился к проблеме изучения церковно-исторического наследия Тотемского района. Его научно-популярные издания являются основными источниками информации для историков-краеведов, изучающих сакральную топографию Тотемского района».
В 1994 году кандидат исторических наук А. В. Быков в предисловии к книге «Сухона от устья до устья» писал: «Автор в полной мере может быть причислен к родоначальникам вологодской научной топонимии» (С.3).

## Биография
После окончания естественно-географического факультета Вологодского педагогического института в 1985 году назначен директором Усть-Толшменской восьмилетней школы. С 1987 г. преподавал в Усть-Печеньгской школе Тотемского района до её закрытия в 2015 году.
В свободное от основной деятельности время А. В. Кузнецов занимался изучением истории края. Тематика его научных интересов широка: топонимика, антропонимика, история религиозных верований, география, геология, народный фольклор.

## Награды, поощрения
Награждён нагрудным знаком «Почетный работник общего образования Российской Федерации» Министерства образования России (2004), дипломом им. М. Ю. Лермонтова «Недаром помнит вся Россия» с вручением медали «М. Ю. Лермонтов. 1814—1841» Региональной общественной организации «Московская городская организация Союза писателей России» (2014) и другими наградами.
Решением Муниципального Собрания Тотемского муниципального района от 22.04.2014 г. № 678 присвоено звание «Почетный гражданин Тотемского муниципального района».